# Ariel Besse
Ariel Besse (7 de octubre de 1965-Flaysoc, 29 de mayo de 2022) fue una actriz francesa.

## Carrera artística
Su debut en el cine ocurrió en el controversial filme de Bertrand Blier de 1981 Beau-père, cuando apenas tenía quince años. Los padres de Besse demandaron a los distribuidores por el póster oficial, el cual exhibía los senos de la actriz y fue ubicado en avisos a lo largo de Francia sin permiso, perdiendo finalmente el caso. El papel en la película inicialmente fue ofrecido a una joven Sophie Marceau, pero esta lo rechazó al enterarse de que en la trama su personaje debía seducir a su padrastro.
Interpretó el papel de Aline en la película Mora (1982). Tras realizar otras apariciones en el cine francés, Besse se retiró de la escena y consiguió un empleo en una oficina postal. En 2004 hizo un pequeño regreso, apareciendo en un episodio de la serie de televisión francesa La crim.

## Filmografía

### Cine y televisión
- 1981 - Beau-père
- 1982 - Mora
- 1982 - On s'en fout... nous on s'aime
- 2003 - Patrick Dewaere, l'enfant du siècle
- 2004 - La crim